# Saturnia Acicastello 2024-2025
Questa voce raccoglie le informazioni riguardanti la Saturnia Acicastello nelle competizioni ufficiali della stagione 2024-2025.

## Stagione
Nella stagione 2024-25 la Saturnia Acicastello assume la denominazione sponsorizzata di Cosedil Acicastello.
Partecipa per la prima volta al campionato di Serie A2 terminando la regular season al settimo posto in classifica. Nei play-off promozione, viene eliminata al primo turno dall'Atlantide Brescia.
Al termine della regular season di campionato partecipa alla Coppa Italia di Serie A2 dove supera agli ottavi di finale la Libertas Brianza ma viene fermata nei quarti nuovamente dai bresciani dell'Atlantide.

## Organigramma societario
Area direttiva
- Presidente: Luigi Pulvirenti
- Presidente onorario: Nello Greco
- Vicepresidente: Cristina Scaccianoce, Santino Scirè
- Direttore generale: Enzo Pulvirenti
- Direttore tecnico: Daniele Caniglia
- Direttore sportivo: Piero D'Angelo
- Team manager: Cesare Gradi (fino al 14 marzo 2025)

Area tecnica
- Allenatore: Camillo Placì (fino al 24 dicembre 2024), Marco Lionetti (dal 24 dicembre 2024 al 27 dicembre 2024), Paolo Montagnani (dal 27 dicembre 2024)
- Allenatore in seconda: Marco Lionetti (fino al 24 dicembre 2024), Marco Lionetti (dal 27 dicembre 2024)
- Assistente allenatore: Mauro Lo Deserto
- Scout man: Emanuele Messina
- Video analyst: Mauro Puleo

Area comunicazione
- Responsabile comunicazione: Mariangela Di Stefano
- Addetto stampa: Federica Susini
- Social media manager: Gaia Bonfiglio, Alessia Lo Monaco
- Fotografo: Mimmo Lazzarino

Area marketing
- Responsabile merchandising: Enzo Barbera
- Direttore commerciale: Michele Zuccarello

Area sanitaria
- Preparatore atletico: Daniel Lecouna
- Medico sociale: Carlo Sciacchitano
- Ortopedico: Michele Salemi
- Radiologo: Walter Di Mauro (fino al 18 novembre 2024), Mario Scudieri (dal 18 novembre 2024)
- Fisioterapista: Alberto Besana (fino al 14 marzo 2025)

## Rosa
| N° | Nome                  | Ruolo | Data di nascita   | Nazionalità sportiva |
| -- | --------------------- | ----- | ----------------- | -------------------- |
| 1  | Luka Bašić            | S     | 29 gennaio 1995   | Francia              |
| 2  | Will Rottman          | S     | 29 giugno 2001    | Stati Uniti          |
| 3  | Andrea Argenta        | O     | 1º giugno 1996    | Italia               |
| 5  | Nicolò Volpe          | C     | 11 febbraio 2003  | Italia               |
| 6  | Manuele Lucconi       | S     | 9 febbraio 1999   | Italia               |
| 7  | Filippo Bartolucci    | C     | 23 luglio 2003    | Italia               |
| 8  | Davide Saitta         | P     | 23 giugno 1987    | Italia               |
| 10 | Giulio Sabbi          | S     | 10 agosto 1989    | Italia               |
| 11 | Simone Orto           | L     | 5 luglio 2004     | Italia               |
| 12 | Francesco Pierri      | L     | 14 settembre 1999 | Italia               |
| 13 | Simone Lombardo       | L     | 6 giugno 1995     | Italia               |
| 14 | Mohammad Manavinezhad | S     | 27 novembre 1995  | Iran                 |
| 15 | Elia Bossi            | C     | 15 agosto 1994    | Italia               |
| 17 | Diego Bartolini       | C     | 4 settembre 2005  | Italia               |
| 33 | Francesco Bernardis   | P     | 10 febbraio 2004  | Italia               |

## Mercato
| Acquisti                               | Acquisti            | Acquisti          | Acquisti   |
| R.                                     | Nome                | da                | Modalità   |
| -------------------------------------- | ------------------- | ----------------- | ---------- |
| O                                      | Andrea Argenta      | Virtus Aversa     | definitivo |
| C                                      | Diego Bartolini     | Laghezza          | definitivo |
| C                                      | Filippo Bartolucci  | Porto Robur Costa | definitivo |
| P                                      | Francesco Bernardis | Trentino          | definitivo |
| L                                      | Simone Lombardo     | Modica            | definitivo |
| L                                      | Simone Orto         | Belluno           | definitivo |
| S                                      | Will Rottman        | Stanford          | definitivo |
| S                                      | Giulio Sabbi        | Hebăr             | definitivo |
| P                                      | Davide Saitta       | Cisterna          | definitivo |
| C                                      | Nicolò Volpe        | Tricolore         | definitivo |
| Trasferimenti nel corso della stagione |                     |                   |            |
| S                                      | Manuele Lucconi     | Prata             | definitivo |

| Cessioni                               | Cessioni              | Cessioni          | Cessioni   |
| R.                                     | Nome                  | a                 | Modalità   |
| -------------------------------------- | --------------------- | ----------------- | ---------- |
| O                                      | Andrea Baldi          | Folgore Massa     | definitivo |
| O                                      | Paul Buchegger        | Modena            | definitivo |
| L                                      | Domenico Cavaccini    | Cuneo             | definitivo |
| C                                      | Cristian Frumuselu    | Virtus Aversa     | definitivo |
| S                                      | Enrico Zappoli        | Belluno           | definitivo |
| S                                      | Jacopo Massari        | Modena            | definitivo |
| C                                      | Nemanja Mašulović     | Niš               | definitivo |
| P                                      | Santiago Orduna       | Lube              | definitivo |
| S                                      | Luigi Randazzo        | Emma Villas       | definitivo |
| P                                      | Filippo Santambrogio  | Porto Viro        | definitivo |
| C                                      | Alessandro Tondo      | Atlantide Brescia | definitivo |
| Trasferimenti nel corso della stagione |                       |                   |            |
| S                                      | Mohammad Manavinezhad | Shabab Al-Ahli    | definitivo |
| L                                      | Francesco Pierri      | New Gioia         | definitivo |
| S                                      | Giulio Sabbi          | -                 | svincolato |

## Risultati

### Serie A2

#### Andata
| 1ª Giornata - 6 ottobre 2024 PalaSurace, Palmi                     | Franco Tigano        | 1 - 3 | Saturnia Acicastello | 25-23, 20-25, 22-25, 22-25        |
| 2ª Giornata - 12 ottobre 2024 PalaCatania, Catania                 | Saturnia Acicastello | 3 - 2 | Atlantide Brescia    | 22-25, 18-25, 25-19, 25-17, 15-9  |
| 3ª Giornata - 20 ottobre 2024 PalaFontescodella, Macerata          | Macerata             | 3 - 2 | Saturnia Acicastello | 21-25, 29-31, 25-19, 25-23, 15-13 |
| 4ª Giornata - 27 ottobre 2024 PalaCatania, Catania                 | Saturnia Acicastello | 3 - 0 | Libertas Brianza     | 29-27, 25-21, 25-21               |
| 5ª Giornata - 30 ottobre 2024 PalaJacazzi, Aversa                  | Virtus Aversa        | 3 - 2 | Saturnia Acicastello | 20-25, 25-20, 25-20, 21-25, 19-17 |
| 6ª Giornata - 3 novembre 2024 PalaCatania, Catania                 | Saturnia Acicastello | 3 - 0 | Pineto               | 25-20, 29-27, 25-19               |
| 7ª Giornata - 8 novembre 2024 PalaCastagnaretta, Cuneo             | Cuneo                | 3 - 2 | Saturnia Acicastello | 25-20, 25-19, 15-25, 18-25, 15-13 |
| 8ª Giornata - 16 novembre 2024 PalaCatania, Catania                | Saturnia Acicastello | 3 - 0 | Tricolore            | 25-17, 25-20, 25-20               |
| 9ª Giornata - 24 novembre 2024 PalaMensSana, Siena                 | Emma Villas          | 3 - 0 | Saturnia Acicastello | 25-21, 25-21, 25-20               |
| 10ª Giornata - 30 novembre 2024 PalaCatania, Catania               | Saturnia Acicastello | 2 - 3 | Prata                | 22-25, 25-22, 16-25, 25-21, 10-15 |
| 11ª Giornata - 8 dicembre 2024 PalaAllende, Fano                   | Virtus Fano          | 3 - 1 | Saturnia Acicastello | 26-24, 28-26, 24-26, 25-20        |
| 12ª Giornata - 14 dicembre 2024 PalaCatania, Catania               | Saturnia Acicastello | 2 - 3 | Porto Robur Costa    | 25-17, 25-22, 17-25, 26-28, 15-17 |
| 13ª Giornata - 21 dicembre 2024 Palazzetto dello Sport, Porto Viro | Porto Viro           | 3 - 1 | Saturnia Acicastello | 16-25, 25-19, 25-20, 25-23        |

#### Ritorno
| 14ª Giornata - 26 dicembre 2024 PalaCatania, Catania                  | Saturnia Acicastello | 3 - 1 | Franco Tigano        | 25-17, 25-23, 26-28, 25-22        |
| 15ª Giornata - 29 dicembre 2024 PalaSanFilippo, Brescia               | Atlantide Brescia    | 1 - 3 | Saturnia Acicastello | 25-21, 23-25, 22-25, 14-25        |
| 16ª Giornata - 6 gennaio 2025 PalaCatania, Catania                    | Saturnia Acicastello | 3 - 0 | Macerata             | 25-16, 25-22, 25-20               |
| 17ª Giornata - 12 gennaio 2025 Pala Francescucci, Casnate con Bernate | Libertas Brianza     | 1 - 3 | Saturnia Acicastello | 21-25, 25-18, 22-25, 23-25        |
| 18ª Giornata - 18 gennaio 2025 PalaCatania, Catania                   | Saturnia Acicastello | 0 - 3 | Virtus Aversa        | 18-25, 26-28, 27-29               |
| 19ª Giornata - 26 gennaio 2025 Pala Santa Maria, Pineto               | Pineto               | 3 - 2 | Saturnia Acicastello | 16-25, 25-20, 19-25, 25-15, 15-10 |
| 20ª Giornata - 1º febbraio 2025 PalaCatania, Catania                  | Saturnia Acicastello | 3 - 2 | Cuneo                | 21-25, 25-22, 28-30, 25-20, 15-10 |
| 21ª Giornata - 9 febbraio 2025 PalaBigi, Reggio nell'Emilia           | Tricolore            | 3 - 2 | Saturnia Acicastello | 18-25, 23-25, 25-23, 25-18, 20-18 |
| 22ª Giornata - 15 febbraio 2025 PalaCatania, Catania                  | Saturnia Acicastello | 2 - 3 | Emma Villas          | 20-25, 25-21, 25-21, 15-25, 11-15 |
| 23ª Giornata - 23 febbraio 2025 PalaPrata, Prata di Pordenone         | Prata                | 3 - 0 | Saturnia Acicastello | 25-19, 27-25, 27-25               |
| 24ª Giornata - 1º marzo 2025 PalaCatania, Catania                     | Saturnia Acicastello | 3 - 0 | Virtus Fano          | 28-26, 25-23, 26-24               |
| 25ª Giornata - 9 marzo 2025 PalaDeAndré, Ravenna                      | Porto Robur Costa    | 3 - 0 | Saturnia Acicastello | 25-10, 25-22, 25-20               |
| 26ª Giornata - 16 marzo 2025 PalaCatania, Catania                     | Saturnia Acicastello | 3 - 0 | Porto Viro           | 25-21, 25-18, 25-20               |

#### Play-off promozione
| Quarti di finale (gara 1) - 23 marzo 2025 PalaSanFilippo, Brescia | Atlantide Brescia    | 3 - 0 | Saturnia Acicastello | 25-21, 25-20, 26-24        |
| Quarti di finale (gara 2) - 30 marzo 2025 PalaCatania, Catania    | Saturnia Acicastello | 1 - 3 | Atlantide Brescia    | 25-21, 21-25, 25-27, 21-25 |

### Coppa Italia di Serie A2
| Ottavi di finale (gara 1) - 5 aprile 2025 PalaCatania, Catania                    | Saturnia Acicastello | 3 - 2 | Libertas Brianza     | 25-18, 25-23, 23-25, 19-25, 15-12 |
| Ottavi di finale (gara 2) - 12 aprile 2025 Pala Francescucci, Casnate con Bernate | Libertas Brianza     | 0 - 3 | Saturnia Acicastello | 24-26, 23-25, 21-25               |
| Quarti di finale - 1º maggio 2025 PalaSanFilippo, Brescia                         | Atlantide Brescia    | 3 - 0 | Saturnia Acicastello | 25-12, 25-21, 25-23               |

## Statistiche

### Statistiche di squadra
| Competizione             | Punti | In casa | In casa | In casa | In trasferta | In trasferta | In trasferta | Totale | Totale | Totale |
| Competizione             | Punti | G       | V       | P       | G            | V            | P            | G      | V      | P      |
| ------------------------ | ----- | ------- | ------- | ------- | ------------ | ------------ | ------------ | ------ | ------ | ------ |
| Serie A2                 | 42    | 14      | 9       | 5       | 14           | 3            | 11           | 28     | 12     | 16     |
| Coppa Italia di Serie A2 |       | 1       | 1       | 0       | 2            | 1            | 1            | 3      | 2      | 1      |
| Totale                   | -     | 15      | 10      | 5       | 16           | 4            | 12           | 31     | 14     | 17     |

G = partite giocate; V = partite vinte; P = partite perse 

### Statistiche dei giocatori
| Giocatore       | Serie A2 | Serie A2 | Serie A2 | Serie A2 | Serie A2 | Coppa Italia di Serie A2 | Coppa Italia di Serie A2 | Coppa Italia di Serie A2 | Coppa Italia di Serie A2 | Coppa Italia di Serie A2 | Totale | Totale | Totale | Totale | Totale |
| Giocatore       | P        | PT       | AV       | MV       | BV       | P                        | PT                       | AV                       | MV                       | BV                       | P      | PT     | AV     | MV     | BV     |
| --------------- | -------- | -------- | -------- | -------- | -------- | ------------------------ | ------------------------ | ------------------------ | ------------------------ | ------------------------ | ------ | ------ | ------ | ------ | ------ |
| A. Argenta      | 24       | 194      | 163      | 26       | 5        | 3                        | 39                       | 32                       | 6                        | 1                        | 27     | 233    | 195    | 32     | 6      |
| D. Bartolini    | 4        | 0        | 0        | 0        | 0        | 3                        | 9                        | 5                        | 3                        | 1                        | 7      | 9      | 5      | 3      | 1      |
| F. Bartolucci   | 28       | 222      | 138      | 67       | 17       | 2                        | 4                        | 0                        | 3                        | 1                        | 30     | 226    | 138    | 70     | 18     |
| L. Bašić        | 27       | 316      | 273      | 28       | 15       | 3                        | 50                       | 43                       | 3                        | 4                        | 30     | 366    | 316    | 31     | 19     |
| F. Bernardis    | 22       | 1        | 1        | 0        | 0        | 3                        | 8                        | 7                        | 1                        | 0                        | 25     | 9      | 8      | 1      | 0      |
| E. Bossi        | 21       | 140      | 88       | 46       | 6        | 0                        | 0                        | 0                        | 0                        | 0                        | 21     | 140    | 88     | 46     | 6      |
| S. Lombardo     | 8        | 0        | 0        | 0        | 0        | 3                        | 0                        | 0                        | 0                        | 0                        | 11     | 0      | 0      | 0      | 0      |
| M. Lucconi      | 19       | 248      | 211      | 12       | 25       | 2                        | 2                        | 2                        | 0                        | 0                        | 21     | 250    | 213    | 12     | 25     |
| M. Manavinezhad | 23       | 299      | 243      | 31       | 25       | -                        | -                        | -                        | -                        | -                        | 23     | 299    | 243    | 31     | 25     |
| S. Orto         | 27       | 3        | 3        | 0        | 0        | 3                        | 0                        | 0                        | 0                        | 0                        | 30     | 3      | 3      | 0      | 0      |
| F. Pierri       | 11       | 0        | 0        | 0        | 0        | -                        | -                        | -                        | -                        | -                        | 11     | 0      | 0      | 0      | 0      |
| W. Rottman      | 23       | 166      | 147      | 13       | 6        | 3                        | 30                       | 24                       | 3                        | 3                        | 26     | 196    | 171    | 16     | 9      |
| G. Sabbi        | 14       | 85       | 69       | 12       | 4        | -                        | -                        | -                        | -                        | -                        | 14     | 85     | 69     | 12     | 4      |
| D. Saitta       | 28       | 53       | 21       | 22       | 10       | 1                        | 0                        | 0                        | 0                        | 0                        | 29     | 53     | 21     | 22     | 10     |
| N. Volpe        | 25       | 60       | 34       | 17       | 9        | 3                        | 27                       | 15                       | 9                        | 3                        | 28     | 87     | 49     | 26     | 12     |

P = presenze; PT = punti totali; AV = attacchi vincenti; MV = muri vincenti; BV = battute vincenti